# Roque Mercury
Roque Mercury Barrial (Argentina, 8 de septiembre de 1934) es un exfutbolista y exentrenador de fútbol, que jugó por última vez como profesional por el Club de Deportes La Serena. Desempeñaba las labores de delantero dentro del campo de juego. Es ídolo de Deportes Temuco, debido a la cantidad de años que estuvo dirigiendo aquel club y a los logros obtenidos allí. Actualmente está nacionalizado chileno y radicado en Temuco.

## Trayectoria

### Como jugador
Comienza su carrera deportiva en 1952 a los 16 años, integrándose a los cadetes de San Lorenzo de Almagro en Argentina, club en el cual mantiene su formación futbolística hasta 1956. Tras no conseguir un cupo en el plantel oficial de San Lorenzo, decide solicitar su pase al cuadro azulgrana, para aceptar las ofertas que recibía desde Colombia, donde lo querían por ser zurdo y lo harían jugar por la derecha.
En 1957, con 22 años, debuta profesionalmente jugando en el Deportes Tolima de Colombia, donde el primer año logra con su equipo el subcampeonato de Primera División, en el complejo Campeonato colombiano 1957, en el cual Tolima jugó un desempate por el segundo lugar ante Cúcuta Deportivo, el cual ganaron. En 1958 se mantiene jugando en Deportes Tolima.
En el año 1959 jugó en el Atlético Bucaramanga, también de Colombia. Posteriormente regresa a Deportes Tolima, para la siguiente temporada, sumando un total de 19 goles en 76 partidos jugados en los Pijaos.
Se traslada a Chile en 1962, para integrarse al plantel de San Luis, que en aquel entonces jugaba en la Primera División. Posteriormente, en 1963 juega por la Universidad Técnica del Estado, esta vez por la Segunda División. En 1964 vuelve a la Primera División, debido a su traspaso a Deportes La Serena, y a Coquimbo Unido el año siguiente, donde se retira como futbolista profesional.

### Como entrenador
Como entrenador en Chile, estuvo a cargo de dirigir los planteles de Green Cross-Temuco, San Luis, Audax Italiano, Curicó Unido, Santiago Wanderers y San Antonio Unido.
Su primera experiencia como entrenador fue en Audax Italiano en 1983, luego de estar dirigiendo varios años a las inferiores del club. En 1984 dirigió por primera vez a Green Cross-Temuco, y en 1986 llegó a Curicó Unido, dirigiendo solo 14 partidos en el Apertura de Segunda División.
Vuelve a Deportes Temuco en 1987, logrando el título de campeón del Apertura de la Segunda División o "Copa Polla Gol de Segunda División". En el campeonato de Segunda División 1990, Deportes Temuco hace una buena campaña clasificando a la Liguilla Ascenso Sur, pero sin lograr el ascenso a Primera.
Luego de 9 partidos dirigidos en San Antonio Unido en 1992, arriba ese mismo año a Santiago Wanderers de Valparaíso, haciendo dupla técnica con Isaac Carrasco; el equipo se encontraba con un muy bajo rendimiento en la Segunda División, pero gracias a su intervención conjunta con Carrasco, el club remontó en la tabla de posiciones salvándose del descenso a la Tercera. En 1993 continúa en el cuadro caturro, haciéndose cargo esta vez de los cadetes, donde entre otros, dirige a David Pizarro.
Regresa a Deportes Temuco, primero para trabajar en las divisiones inferiores, teniendo un pequeño interinato en 1996 tras la salida de Eduardo Cortázar del banco, para finalmente tomar el equipo en 1997, realizando una gran campaña en el Torneo de Apertura, rematando en el cuarto puesto de la tabla de posiciones; pero tras solo dos fechas del Clausura, fue despedido del banco debido a problemas con el presidente del club Carlos Parra, y recontratatdo cuatro fechas después tras la nefasta campaña de su sucesor, Roberto Álamos, terminando en la decimocuarta ubicación. Tras desavenencias con la dirigencia, no renueva su contrato para 1998.
En el año 2001, nuevamente dirige al equipo albiverde, reemplazando a Carlos Durán, se tituló indiscutidamente campeón de la Primera B, en una extraordinaria campaña que los coronó monarcas a cinco fechas del término del torneo. Con una dirigencia sin dinero, y un plantel sin grandes nombres, lo que además caracterizó a este histórico logro, fue el equipo imbatible que se armó, en donde incluso el portero anotó varios goles, y la gran cantidad de público que acompañaba cada semana al equipo en el estadio (un promedio de 15 mil espectadores por partido de local, 26 mil el día que sellaron el título). En el Apertura 2002 de Primera División, Temuco avanzó a los play-offs, eliminados en Cuartos de final por la Universidad Católica, pero tras una pobre desempeño en el Clausura, renunció al cargo, lo que significó también su retiro de la profesión.
Tras el retiro, se radicó en Temuco, en donde realiza comentarios para radios locales, además de trabajar en la Coporación de Deportes Municipal de la Municipalidad de Temuco desde 2018.

## Homenajes
En 2005 vuelve al Estadio Germán Becker, para presenciar un partido de Deportes Temuco, en el cual recibió un galvano por parte de la "Barra Los Devotos" (barra del cuadro albiverde), en el entretiempo del duelo.
El domingo 12 de febrero de 2012, se lleva a cabo la Copa Roque Mercury, organizada por la dirigencia del elenco pije y con ello se le rinde un homenaje en vida; es invitado a la cancha del Estadio Germán Becker en el entretiempo, recibiendo un aplauso total de los miles de hinchas albiverdes, además de dos galvanos (uno entregado por la dirigencia de Temuco y otro entregado por la "Barra Los Devotos") en agradecimiento a toda su trayectoria en el club. Como dato anecdótico, la copa quedó en manos de Deportes Concepción, el cual le ganó a Deportes Temuco por un marcador de 1-3, en un partido que fue parte de la pretemporada de los "Leones del Ñielol".
El 20 de marzo de 2013, dirigió al equipo de "Temuco de Todos los Tiempos" versus Unión Amanecer (reconocido cuadro amateur de Temuco), en un partido preliminar del amistoso que enfrentó a Deportes Temuco y O'Higgins, en el Germán Becker.
Además, en televisión fue entrevistado por el periodista Pablo Flamm en su programa "Código Camarín", del Canal del Fútbol (CDF), en 2013.
El 20 de noviembre de 2018, se anunció que una de las galerías del Estadio Germán Becker llevara su nombre.

## Clubes

### Como jugador
| Club                 | País     | Año       |
| -------------------- | -------- | --------- |
| Deportes Tolima      | Colombia | 1957-1958 |
| Atlético Bucaramanga | Colombia | 1959      |
| Deportes Tolima      | Colombia | 1960      |
| San Luis             | Chile    | 1962      |
| Universidad Técnica  | Chile    | 1963      |
| Deportes La Serena   | Chile    | 1964      |
| Coquimbo Unido       | Chile    | 1965      |

### Como entrenador
| Club               | País  | Año       |
| ------------------ | ----- | --------- |
| Audax Italiano     | Chile | 1983      |
| Green Cross-Temuco | Chile | 1984      |
| Curicó Unido       | Chile | 1986      |
| Deportes Laja      | Chile | 1986      |
| Deportes Temuco    | Chile | 1987      |
| Audax Italiano     | Chile | 1988      |
| San Luis           | Chile | 1989      |
| Deportes Temuco    | Chile | 1990      |
| San Luis           | Chile | 1991      |
| San Antonio Unido  | Chile | 1992      |
| Santiago Wanderers | Chile | 1992      |
| Deportes Temuco    | Chile | 1996      |
| Deportes Temuco    | Chile | 1997      |
| Deportes Temuco    | Chile | 1997      |
| Deportes Temuco    | Chile | 2001-2002 |

## Palmarés

### Como entrenador
| Título                       | Club            | País  | Año  |
| ---------------------------- | --------------- | ----- | ---- |
| Apertura de Segunda División | Deportes Temuco | Chile | 1987 |
| Primera B                    | Deportes Temuco | Chile | 2001 |